# 國土防衛軍 (德國)

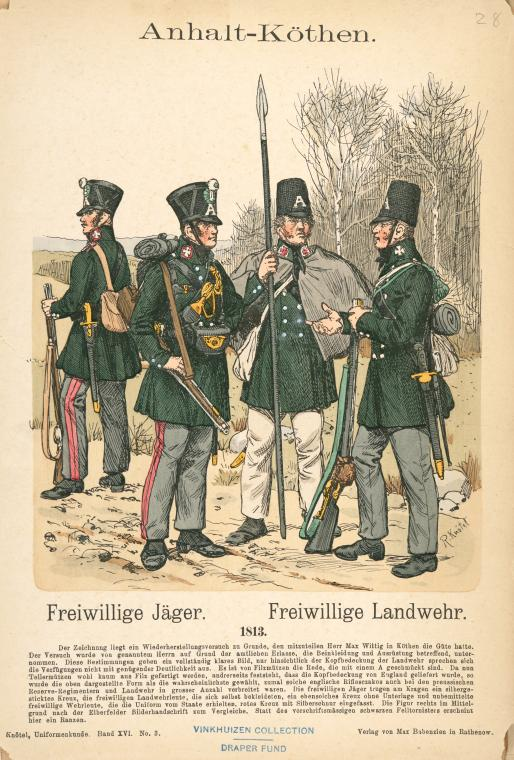
第六次反法同盟戰爭中安哈爾特的國土防衛軍

國土防衛軍（德語發音：[ˈlantˌveːɐ] ⓘ；或作Landeswehr），是19世纪至20世纪初期歐洲德語區國家的军队或民兵组织。在不同的语境下，该词也可指代大规模、低强度的防御工事。在德语中，该词意为“國土防卫”（land：土地，wehr：武裝力量）。但作为指代起义性质民兵的术语却十分古老，lantveri 一词早在中世紀就有记载

## 奥匈帝国

### 奥地利
奥地利國土防衛軍是构成奥匈帝国陆上武装力量的三大组成部分之一，存在于1868年至1918年之间，其征兵对象为帝国內萊塔尼亞地区的居民。该部队作为国家防卫力量，与匈牙利王家本土军（Honvéd）共同成立，于1868年12月5日由皇帝弗朗茨·约瑟夫一世下令正式建立。 然而尽管匈牙利方面的本土军早期获得布达佩斯议会的大力支持，维也纳的立法者普遍未能推动奥地利國土防衛軍的发展，致使其在19世纪70年代仅具名义上的平等地位，实际上兵力稀少。 1887年，泰申公爵阿尔布雷希特写道，國土防衛軍部队在训练与纪律方面均未达到战争初期两周内可用的标准。 不过，由于高层指挥机关未能为帝国与王家陆军争取到额外兵源，1880年代國土防衛軍兵力有所扩张，作为替代手段用以整体提升军队总人数。此外，出于对匈牙利軍隊发展的担忧，奥地利帝国议会投票通过将國土防衛軍兵力增加至135,000人。 各方民族主义势力的推动也使國土防衛軍力量逐步增强与改善，到第一次世界大战爆发时，國土防衛軍部队在战备与装备方面已可与共同陆军的部队媲美。 此外，在蒂罗尔伯國与克恩顿公国地区，有三支國土防衛軍部队专门接受山地作战的训练与装备。
奥地利國土防衛軍与奥匈帝国的其他组成军种皆为常备全职部队。

### 匈牙利
匈牙利王家軍隊（德語：königlich ungarische Landwehr，通称Honvéd）或称匈牙利王家本土军，是匈牙利王国的常备军队，是奥匈帝国自1867年至1918年设立的四支武装力量（Bewaffnete Macht 或 Wehrmacht）之一。其余三支为：奥地利皇家陸軍、帝国与王家陆军与帝国与王家海军。
在1848年匈牙利革命期间奥地利帝国与匈牙利起义军爆发冲突，战后近二十年间两地关系紧张，共和派士兵要么编入混合部队，要么被部署至匈牙利以外地区。随着1867年奥匈妥协的达成，新的三元军制得以建立，直到1918年奥匈帝国在第一次世界大战后解体。
匈牙利王家軍隊不应与其后继军队匈牙利王国陆军混淆，尽管两者的匈牙利语名称相同，但后者存在于1922年至1945年间。

## 德國

### 普魯士

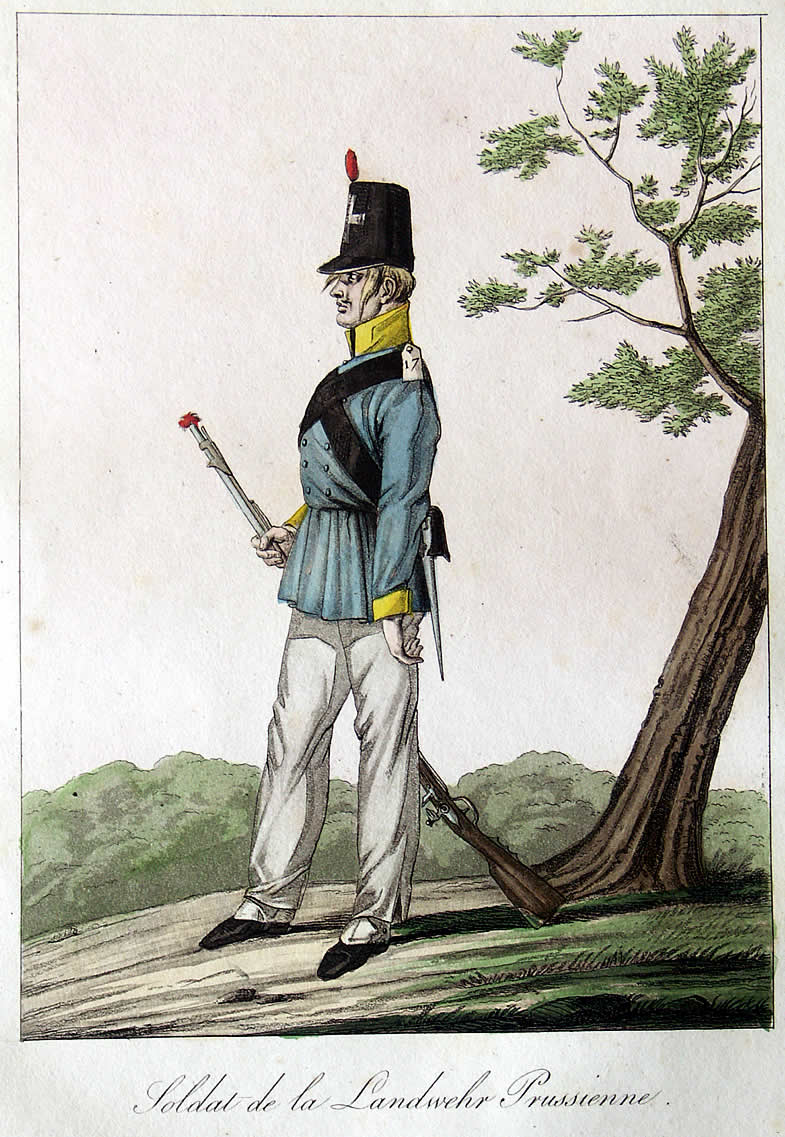
1815年普魯士國民防衛軍士兵

1813年3月17日的一項敕令首次建立了普魯士的國民防衛軍（Landwehr），召集所有年齡在18歲至45歲之間、具備持械能力而未在普魯士軍隊中服役的男子，以保衛王國。1815年和平締結後，該部隊成為普魯士軍隊不可分割的一部分，每個旅由一個正規團和一個國民防衛團組成。然而，這種編制方式減慢了部隊的動員速度，因為國民防衛團需事先徵召，從而削弱了第一線部隊的作戰價值。經過1859年的軍事重組後，國民防衛軍被降為第二線部隊。

### 納粹德國
在魏瑪共和國時期，德國不得擁有超過10萬人的常備軍，因此徵兵制度已被廢除。隨著德國重整軍備的進行，國民防衛軍（Landwehr）於1935年5月21日重新設立，依據新法律，所有年齡在35歲以上、45歲以下、符合服兵役條件的德國人均屬其編制。實際上，僅有一支國民防衛師（即第14國民防衛師）被徵召，其餘的國民防衛軍則用來補充第三波步兵師，或組建成地方防衛兵營，用於守備與佔領任務。